# Korbsignal

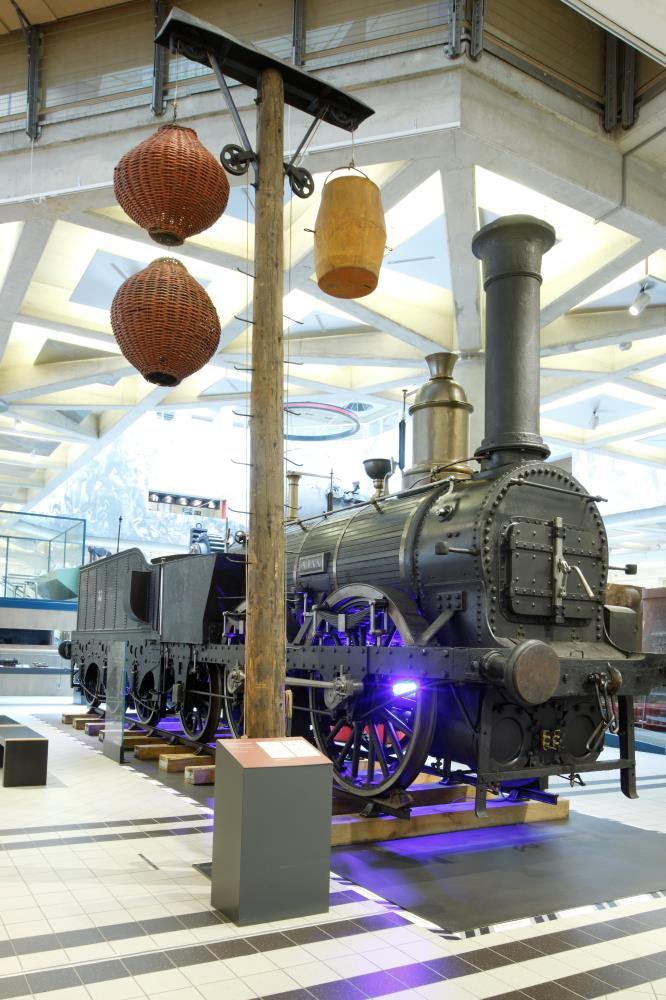
Korbsignal im Technischen Museum Wien

Korbsignale bestanden aus einem galgenförmigen Gestell, an dem ballonähnliche Körbe und später auch Scheiben oder Tafeln aufgezogen wurden. Solche Signale kamen erstmals 1832 in Amerika bei der New Castle and Frenchtown Railroad zum Einsatz.

## Verwendung als optische Telegraphenlinien

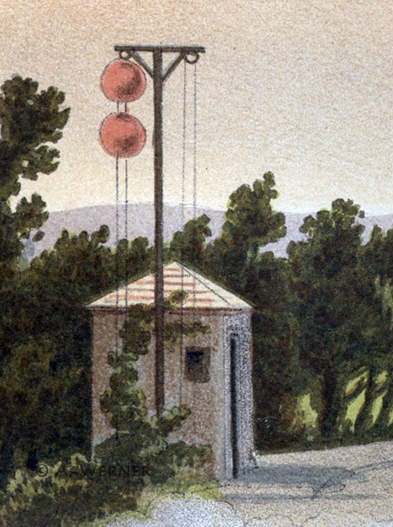
Österreichisches Korbsignal, um 1860

Korbsignale (auch optische Liniensignale oder Figurentelegraphen) waren eine Kommunikationseinrichtung der frühen Eisenbahn, bei dem Nachrichten durch die namengebenden Körbe, oder bewegliche Arme oder Scheiben, übertragen werden. Trotz des Namens handelte es sich ursprünglich nicht um Eisenbahnsignale im heutigen Sinn, die der Kommunikation zwischen Bahnwärtern und Triebfahrzeugführern dienten, sondern um optische Telegraphen zur Übertragung von Nachrichten zwischen den Bahnwärtern.
Die Korbsignale waren entlang der Eisenbahnstrecke so aufgestellt, dass sie von den benachbarten Bahnwärtern gesehen werden konnten, um die Nachricht weiterleiten zu können. Da jeder Mast von einem Bahnwärter bedient werden musste, war das System sehr personalaufwändig und bedingte unverhältnismäßig viele Wächterhäuser entlang der Strecke.
Mit der Einführung von Nachtzügen auf der Kaiser-Ferdinands-Nordbahn im Jahr 1845 wurden die Korbsignale durchgehend eingeführt und bei Dunkelheit durch Laternen beleuchtet. Ein Grundsatz der Signalisierungsvorschrift der Nordbahn war, dass Nachrichten nicht über den normalen Zugsverkehr, sondern nur außergewöhnliche Vorkommnisse ausgetauscht wurden, wie zum Beispiel der Verkehr am falschen Gleis oder das Herbeirufen einer Hilfslokomotive.

## Korbsignale als Blocksicherung

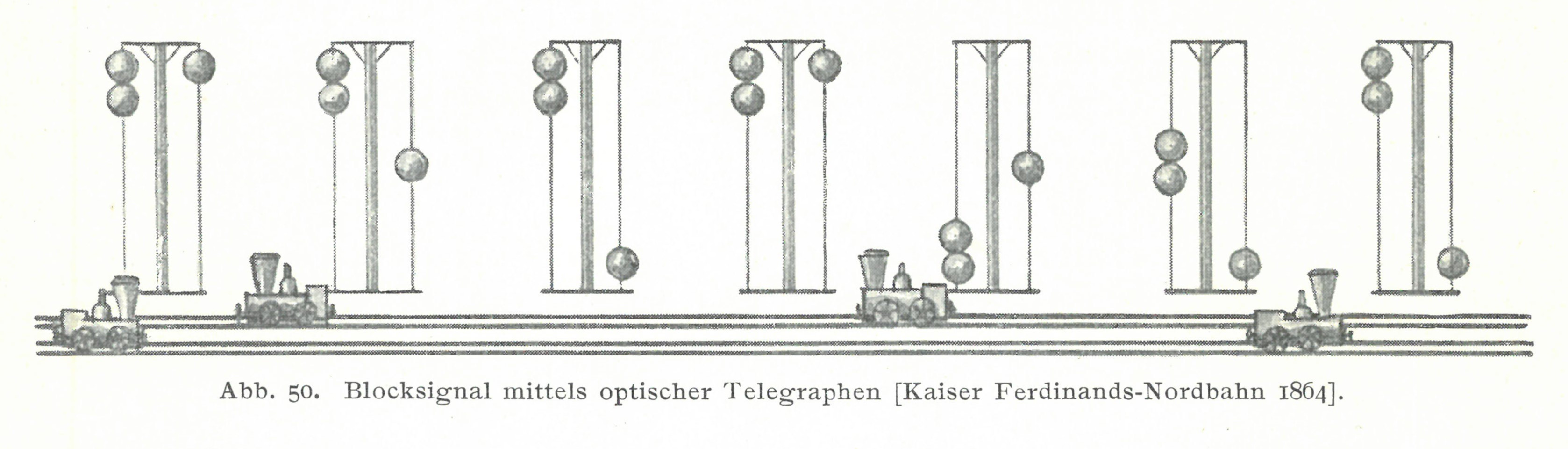
Blocksignal mit optischen Telegraphen (Kaiser-Ferdinands-Nordbahn 1864)

Der General-Inspektor Eichler von Eichkron veranlasste, auf einigen Strecken der Kaiser-Ferdinands-Nordbahn die optischen Liniensignale als Blocksignale zu nutzen. Sobald ein Zug einen Blockposten passiert hatte, wurden die Stellung der Körbe auf „Strecke besetzt“ geändert. Nachdem der nächstgelegene Streckenposten sein Signal ebenfalls in die Besetztstellung gebracht hatte, wurde der Korb auf halbe Höhe gezogen (Halbtop), und damit signalisiert, dass am nächsten Signal anzuhalten war. Erst nachdem das nächstgelegene Signal ebenfalls Halbtop gezeigt hatte, durfte wieder das Fahrtsignal eingestellt werden.

## Verwendung als Eisenbahnsignal
Später dienten Korbsignale als Ausfahrsignale und waren als Rangierverbotsignale verbreitet. Noch 1895 wurde in Zürich Oerlikon ein Korbsignal als Rangiersignal mit blau-weißer Scheibe aufgestellt.